# Marcos Luengo
Marcos Manuel Luengo Azpiazu (Grado, Asturias, España, 15 de marzo de 1964), más conocido como Marcos Luengo, es un diseñador de moda español.

## Biografía
Marcos Luengo se licencia en Psicología por la Universidad de Oviedo y se dedica a la enseñanza durante más de una década. Su carrera en el mundo de la moda comienza en 2001, año en el que funda, junto a Verónica Blanco, la firma española Marcos Luengo.

## Trayectoria
Comienza su trayectoria como diseñador de bolsos y abrigos para más adelante desarrollar una nueva línea de negocio, el diseño a medida. La producción se realiza por completo en España. Desde el año 2016 presenta sus colecciones en la pasarela Mercedes-Benz Fashion Week Madrid y en 2017 pasa a formar parte de la Asociación Creadores de Moda de España (ACME).    
- En 2007 abre su primera tienda propia en Oviedo.
- En 2015 inaugura un Atelier en el Barrio de Salamanca de Madrid.
- En 2017 inaugura una tienda propia en el Callejón de Jorge Juan de Madrid.

## Colecciones
Marcos Luengo Presenta sus colecciones prèt-à-porter en Madrid desde el año 2014.
- Marcos Luengo SS19 (Mercedes Benz Fashion Week Madrid)
- Marcos Luengo FW18/19 (Mercedes Benz Fashion Week Madrid)
- Marcos Luengo SS18 (Mercedes Benz Fashion Week Madrid)
- Marcos Luengo FW17/18 (Mercedes Benz Fashion Week Madrid)
- Marcos Luengo SS17 (MFShow)
- Manuela FW16/17 (MFShow)
- Verónica SS16 (MFShow)
- Carmen FW15/16 (MFShow)
- Teresa SS15 (MFShow)
- Marcos Luengo FW14/15 (MFShow)

## Distinciones
- Asturiano del mes de septiembre de 2017 de La Nueva España.[3]
- Moscón de Oro 2017 en categoría local.[4]
- Premio ADYMO 2016 como "Empresa de Moda Asturiana".[5]

## Charlas
- “Moda y fotografía” con Marcos Luengo y Marta Areces en Espacio Circus, Oviedo.[6]
- "La Lucha" con Marcos Luengo y Mercedes Blanco Fotografía en Espacio Circus, Oviedo.[7]